# Bernard Lacombe
Pour les articles homonymes, voir Lacombe.
Bernard Lacombe, né le 15 août 1952 à Lyon et mort le 17 juin 2025 à Albigny-sur-Saône, est un footballeur international français évoluant au poste d'avant-centre de la fin des années 1960 jusqu'en 1987, devenu dirigeant de football.
Il est le deuxième meilleur buteur du championnat de France de football, avec 255 buts inscrits entre 1970 et 1987, et n’est devancé que par l’avant-centre argentin Delio Onnis (299 buts). Bernard Lacombe est considéré comme un attaquant complet, sachant jouer le rôle du passeur, de l'attaquant en pivot ou même d'un ailier.
Triple champion de France avec le FC Girondins de Bordeaux dans les années 1980, il remporte également le Championnat d'Europe 1984 avec l'équipe de France. Avec les Bleus, il compte notamment 38 sélections et 12 buts inscrits.

## Biographie
Bernard Lacombe naît le 15 août 1952 à Lyon,,

### En club

#### Olympique lyonnais (1969-1978)

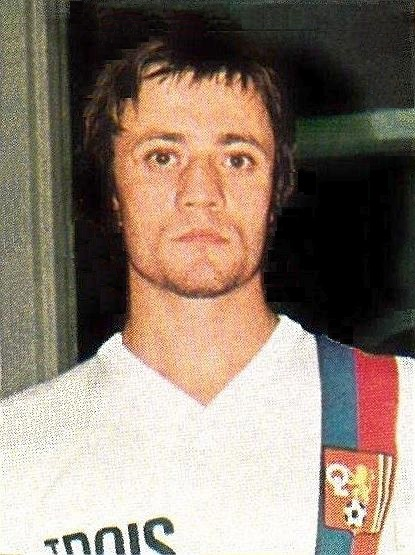
Bernard Lacombe en 1977 sous les couleurs de l'Olympique lyonnais.

Bernard Lacombe commence sa carrière en 1969 avec l’Olympique lyonnais, dont il est supporter. Il partage alors le vestiaire avec son idole de l’époque, Fleury Di Nallo, « le petit prince de Gerland ». Avec Serge Chiesa, ce duo marque l’histoire du club en remportant en 1973 la troisième coupe de France de l'histoire de l'OL. Lors de la finale face au FC Nantes, champion en titre, Bernard Lacombe se distingue en marquant le second but de l’OL, après avoir contrôlé le ballon de la main. De nouveau finalistes en 1976, les Lyonnais ne connaissent pas la même réussite et s’inclinent devant l’Olympique de Marseille (2-0).
L’idylle de Bernard Lacombe avec son club formateur prend fin de manière assez soudaine, lors de l’été 1978. L’Olympique lyonnais, qui vient d'échapper de peu à la relégation, est à court de liquidités et doit se résoudre à se séparer de ses meilleurs éléments. Auteur de 24 réalisations lors du dernier championnat et devenu titulaire en équipe de France, Bernard Lacombe est transféré à l'AS Saint-Étienne, le grand club rival.

#### AS Saint-Étienne (1978-1979)
Sous les couleurs vertes, l'avant-centre fait une saison 1978-1979 correcte, marquant 14 buts, tout en n'étant pas étranger à la belle réussite de Dominique Rocheteau qui réalise son record de buts en championnat avec 21 réalisations. L'« Ange Vert » a souvent déclaré dans des interviews que le jeu collectif de Bernard Lacombe lui avait permis de réussir cette performance.
La saison de Lacombe dans le Forez sera notamment marquée par son retour au stade de Gerland avec les Verts. À son arrivée, Bernard Lacombe se trompe de vestiaire, se dirigeant vers celui réservé aux joueurs lyonnais. Le joueur reçoit par ailleurs une ovation du public lors de son entrée sur le terrain. Sur le terrain, il passera au travers de son match, reconnaissant par la suite avoir « assisté à une très jolie rencontre [...] J’étais idéalement placé, beaucoup mieux que le public, puisque j’étais sur le terrain ! ».
L'arrivée à l'été 1979 dans le club du Forez de Johnny Rep et la volonté de Robert Herbin de jouer avec une attaque Rocheteau - Rep - Zimako pousse Bernard Lacombe sur la touche et entraîne donc son départ, après seulement une seule saison à l'AS Saint-Étienne, pour le FC Girondins de Bordeaux.

#### FC Girondins de Bordeaux (1979-1987)
Si la première saison en Gironde de Bernard Lacombe est un peu décevante, avec seulement onze buts (soit son plus faible rendement depuis la saison 1975 – 1976), la suite des événements donne raison aux dirigeants bordelais. 
Durant l’été 1980, Bernard Lacombe fait part au président bordelais de l’époque, Claude Bez, de l’estime qu’il porte à son ancien entraîneur à Lyon, Aimé Jacquet[réf. nécessaire]. Fort de ces recommandations, Bez recrute le jeune entraîneur lyonnais. L’arrivée d’Aimé Jacquet coïncide avec la meilleure période de la carrière de Bernard Lacombe : entre les saisons 1980 et 1985, l’attaquant marque entre 17 et 22 buts par saison de championnat et accompagne la montée en puissance de l'équipe, aux côtés notamment de Jean Tigana et d'Alain Giresse. Après avoir terminé à la seconde place lors de la saison 1982-1983, le FC Girondins de Bordeaux célèbrent leur deuxième titre de champion de France lors de l’exercice 1983-1984, le premier pour Bernard Lacombe. La saison suivante, les joueurs bordelais conservent leur titre, ce qui n’avait plus été réalisé depuis la domination stéphanoise du milieu des années 1970. 
Si les deux dernières saisons de Bernard Lacombe sont couronnées de succès collectifs, avec le gain de la Coupe de France en 1986 et surtout le doublé Championnat-Coupe en 1987, les performances du joueur déclinent nettement. Retiré de l’équipe nationale, de moins en moins aligné en club par Aimé Jacquet, et ayant perdu sa remarquable efficacité, Bernard Lacombe décide de mettre fin à sa carrière de joueur professionnel à l’issue de la saison 1986-1987.
En 2022, le magazine So Foot le classe dans le top 1000 des meilleurs joueurs du championnat de France, à la 12e place.

### En sélection nationale

#### Équipe de France (1973-1984)
La carrière internationale de Bernard Lacombe démarre le 8 septembre 1973, lors d’un match amical contre la Grèce au Parc des Princes. Titulaire, le joueur lyonnais participe au une-deux à l'origine du premier but français. La rencontre se solde par une victoire 3 buts à 1 des joueurs du nouveau sélectionneur Stefan Kovacs. Lors de sa deuxième cape, contre la Tchécoslovaquie, Bernard Lacombe inscrit ses deux premiers buts en sélection.
L’avant-centre devient un habitué des rassemblements de l’équipe de France, totalisant 38 sélections et 12 buts sous le maillot bleu. Il était durant la période 1976-1982 considéré comme le titulaire indiscutable du poste d'avant-centre des Bleus, encadré par les deux ailiers Dominique Rocheteau et Didier Six, et ce, malgré la récurrente mise en cause de son efficacité. Il participe notamment à la Coupe du monde 1978 en Argentine, qui marque le retour de la France après douze ans d’absence. Bernard Lacombe devient le buteur le plus rapide lors d’un match de coupe du monde, grâce à son but contre l’Italie après 38 secondes de jeu. Ce but n'empêche pas l’Italie de remporter la rencontre (2-1), et la France d'être éliminée à l'issue de la phase de poules.
La participation de Bernard Lacombe au bon parcours français lors du Mondial 1982, qui a lieu alors en Espagne, est plus modeste. En effet il n’inscrit pas le moindre but au cours de la compétition, et se blesse même lors de la première rencontre du second tour, ce qui l’empêche de participer à la mythique demi-finale de Séville contre la RFA. 
S’il ne marque pas non plus lors de l’Euro 1984 qui se tient en France, il tient un rôle important dans la conquête du titre par l’équipe de France. Bernard Lacombe est titulaire lors de la demi-finale et la finale, au cours de laquelle il provoque le coup franc victorieux de Michel Platini (bien aidé par le gardien espagnol, Luis Arconada). Il annonce sa retraite internationale à l’issue de la compétition.

### Carrière de dirigeant

#### Directeur sportif (1988-1996)
Sa carrière de footballeur terminée, Bernard Lacombe est recruté par Jean-Michel Aulas. Le nouveau président de l'Olympique lyonnais, qui découvre le monde du football, souhaite en effet s’entourer « d’anciens de la maison » afin de reconstruire un club descendu en deuxième division. Bernard Lacombe est ainsi nommé directeur sportif lors de la saison 1988-1989, Raymond Domenech devenant entraîneur de l’équipe première. Tous deux parviennent à faire remonter le club en première division.

#### Entraîneur (1996-2000)
Au fil des années, le rôle de Bernard Lacombe évolue au sein de l’organigramme lyonnais. Bien que n’ayant aucune expérience de l'entraînement, il est nommé entraîneur après la 14e journée de la saison 1996-1997 lors d'une défaite contre l’AJ Auxerre sur le score de sept buts à zéro, le président lyonnais décidant de renvoyer l'entraîneur en place, Guy Stéphan.
Sous sa direction, l’Olympique lyonnais termine la saison 1996-1997 à la huitième place, qualificative pour la Coupe Intertoto. Les résultats s'améliorent chaque année, avec l’obtention de la sixième place en 1998, puis de la troisième place en 1999 et 2000. Finalement, lassé de la pression inhérente au poste d’entraîneur, Bernard Lacombe préfère reprendre son rôle de directeur sportif à l’issue de la saison 1999-2000, et se voit remplacé par Jacques Santini.

#### Conseiller sportif (2000-2019)
En tant que bras droit de Jean-Michel Aulas, son poste étant rebaptisé « conseiller du président », Bernard Lacombe est notamment chargé du recrutement du club. Bénéficiant du travail de prospection de l’ancien défenseur brésilien Marcelo Djian, il est à l’origine de la venue à Lyon de joueurs tels que Juninho, Edmílson, Michael Essien ou encore Mahamadou Diarra. Ses désaccords avec Gérard Houllier poussent notamment Jean-Michel Aulas à intervenir devant la presse, déclarant que ceux-ci s’entendent comme « larrons en foire ». Le départ de Gérard Houllier est cependant annoncé quelques mois plus tard.
Le 25 mars 2013, sur l'antenne de RMC, interrogé par une femme sur le niveau de jeu de Karim Benzema, Bernard Lacombe tient des propos machistes : « Je ne discute pas avec les femmes de football. Je le dis parce que c'est mon caractère. C'est comme ça. Qu’elles s'occupent de leurs casseroles et puis ça ira beaucoup mieux ».
Le 27 juin 2017, il est remplacé par Gérard Houllier au poste de conseiller personnel du président de l'Olympique lyonnais. Cela marque la fin d'une époque à l'OL. En effet, Jean-Michel Aulas a mis fin à la mission de conseiller de Bernard Lacombe à ses côtés, entamée dès 1988 avec un poste de directeur sportif à l'époque.
Le 5 novembre 2019, il annonce que son aventure à l'Olympique lyonnais se termine et qu'il prendra sa retraite dès le mois de décembre suivant.

### Mort
Le 17 juin 2025, l'Olympique lyonnais annonce la mort de Bernard Lacombe à l'âge de 72 ans,. Il était hospitalisé depuis le mois de janvier de la même année dans un établissement de la région lyonnaise, touché par la maladie d’Alzheimer,,. Sa disparition a lieu 52 ans jour pour jour après une victoire en coupe de France avec son club de toujours.
Jean-Michel Aulas, Didier Deschamps, Alain Giresse, Jacques Santini ou encore Bruno Genesio lui rendent hommage,,. L'AS Saint-Étienne publie également un message : « Passé au Vert le temps d’une saison, Bernard Lacombe nous a quittés. Grand monsieur d’un club voisin que l’on aime affronter, il restera le témoin d’une rivalité qui traverse les générations »,,. Tout comme le FC Girondins de Bordeaux : « Passé par les Girondins entre 1979 et 1987, ce buteur de légende a marqué l'histoire du club par son talent et sa générosité. Toute la famille Marine et Blanc pleure aujourd'hui un attaquant d'une élégance rare, au panthéon des plus grands joueurs de l'histoire du club. Merci Bernard ».
Le journal L'Équipe lui dédie sa une du lendemain.
Il est inhumé au cimetière de Fontaines-Saint-Martin (Rhône).

## Statistiques détaillées

### En tant que joueur
Le tableau ci-dessous retrace le parcours de Bernard Lacombe durant sa carrière de joueur, :
| Saison                | Club                  | Championnat           | Championnat | Championnat | Coupe(s) nationale(s) | Coupe(s) nationale(s) | Supercoupe | Supercoupe | Compétition(s) continentale(s) | Compétition(s) continentale(s) | Compétition(s) continentale(s) | France | France | Total | Total |
| Saison                | Club                  | Division              | M.          | B.          | M.                    | B.                    | M.         | B.         | Comp.                          | M.                             | B.                             | M.     | B.     | M.    | B.    |
| 1969-1970             | Olympique lyonnais    | Division 1            | 5           | 1           | -                     | -                     | -          | -          | -                              | -                              | -                              | -      | -      | 5     | 1     |
| 1970-1971             | Olympique lyonnais    | Division 1            | 3           | 0           | -                     | -                     | -          | -          | -                              | -                              | -                              | -      | -      | 3     | 0     |
| 1971-1972             | Olympique lyonnais    | Division 1            | 36          | 19          | 1                     | 0                     | -          | -          | -                              | -                              | -                              | -      | -      | 37    | 19    |
| 1972-1973             | Olympique lyonnais    | Division 1            | 35          | 23          | 9                     | 8                     | -          | -          | -                              | -                              | -                              | -      | -      | 44    | 31    |
| 1973-1974             | Olympique lyonnais    | Division 1            | 31          | 13          | 5                     | 3                     | 1          | 1          | C2                             | 4                              | 1                              | 3      | 2      | 44    | 20    |
| 1974-1975             | Olympique lyonnais    | Division 1            | 27          | 17          | 1                     | 1                     | -          | -          | C3                             | 4                              | 4                              | 1      | 0      | 33    | 22    |
| 1975-1976             | Olympique lyonnais    | Division 1            | 16          | 5           | 9                     | 8                     | -          | -          | -                              | -                              | -                              | -      | -      | 25    | 13    |
| 1976-1977             | Olympique lyonnais    | Division 1            | 36          | 21          | 1                     | 0                     | -          | -          | -                              | -                              | -                              | 6      | 1      | 43    | 22    |
| 1977-1978             | Olympique lyonnais    | Division 1            | 33          | 24          | 1                     | 0                     | -          | -          | -                              | -                              | -                              | 6      | 1      | 40    | 25    |
| Sous-total            | Sous-total            | Sous-total            | 222         | 123         | 27                    | 20                    | 1          | 1          | -                              | 8                              | 5                              | 16     | 4      | 274   | 153   |
| 1978-1979             | AS Saint-Étienne      | Division 1            | 32          | 14          | 5                     | 4                     | -          | -          | -                              | -                              | -                              | 2      | 3      | 39    | 21    |
| Sous-total            | Sous-total            | Sous-total            | 32          | 14          | 5                     | 4                     | -          | -          | -                              | -                              | -                              | 2      | 3      | 39    | 21    |
| 1979-1980             | Girondins de Bordeaux | Division 1            | 33          | 11          | -                     | -                     | -          | -          | -                              | -                              | -                              | 4      | 1      | 37    | 12    |
| 1980-1981             | Girondins de Bordeaux | Division 1            | 34          | 18          | 7                     | 7                     | -          | -          | -                              | -                              | -                              | 3      | 1      | 44    | 26    |
| 1981-1982             | Girondins de Bordeaux | Division 1            | 33          | 17          | 6                     | 3                     | -          | -          | C3                             | 3                              | 1                              | 7      | 2      | 49    | 23    |
| 1982-1983             | Girondins de Bordeaux | Division 1            | 33          | 20          | 4                     | 2                     | -          | -          | C3                             | 6                              | 0                              | -      | -      | 43    | 22    |
| 1983-1984             | Girondins de Bordeaux | Division 1            | 35          | 18          | 4                     | 1                     | -          | -          | C3                             | 2                              | 0                              | 6      | 1      | 47    | 20    |
| 1984-1985             | Girondins de Bordeaux | Division 1            | 36          | 22          | 2                     | 1                     | -          | -          | C1                             | 8                              | 3                              | -      | -      | 46    | 26    |
| 1985-1986             | Girondins de Bordeaux | Division 1            | 23          | 7           | 6                     | 1                     | -          | -          | C1                             | 1                              | 0                              | -      | -      | 30    | 8     |
| 1986-1987             | Girondins de Bordeaux | Division 1            | 16          | 5           | 2                     | 0                     | 1          | 0          | C2                             | 2                              | 0                              | -      | -      | 21    | 5     |
| Sous-total            | Sous-total            | Sous-total            | 243         | 118         | 31                    | 15                    | 1          | 0          | -                              | 23                             | 4                              | 20     | 5      | 318   | 142   |
| Total sur la carrière | Total sur la carrière | Total sur la carrière | 497         | 255         | 63                    | 39                    | 2          | 1          | -                              | 30                             | 9                              | 38     | 12     | 630   | 316   |

### En tant qu'entraîneur
Le tableau ci-dessous retrace le parcours de Bernard Lacombe durant sa carrière d'entraîneur :
| Olympique lyonnais | 1996-1997 | Division 1 | 27  | 13 | 6  | 8  | 48,1 | 22,2 | 29,7 |
| Olympique lyonnais | 1997-1998 | Division 1 | 44  | 23 | 5  | 16 | 52,3 | 11,4 | 36,3 |
| Olympique lyonnais | 1998-1999 | Division 1 | 44  | 24 | 10 | 10 | 54,5 | 22,7 | 22,8 |
| Olympique lyonnais | 1999-2000 | Division 1 | 49  | 26 | 8  | 15 | 53,1 | 16,3 | 30,6 |
| Total              | Total     | Total      | 164 | 86 | 29 | 49 | 52,4 | 17,7 | 29,9 |

## Palmarès

### En club

#### À l'Olympique lyonnais
- Coupe de France (1)
  - Vainqueur en 1973.
- Trophée des Champions (1)
  - Vainqueur en 1973.

#### Au FC Girondins de Bordeaux
- Championnat de France (3)
  - Champion de France en 1984, 1985 et 1987.
- Coupe de France (2)
  - Vainqueur en 1986 et 1987.
- Coupe des Alpes (1)
  - Vainqueur en 1980.
- Trophée des champions (1)
  - Vainqueur en 1986.

### En sélection nationale

#### Équipe de France
- Championnat d'Europe des nations (1)
  - Vainqueur en 1984.

## Records
- Meilleur buteur de la Coupe de France en 1981  avec les Girondins de Bordeaux (7 buts).
- 8e meilleur buteur français de l'histoire toutes compétitions confondues (315 buts)[33].

## Culture populaire
Bernard Lacombe est représenté sur la fresque des Lyonnais, au côté d'autres personnalités de la ville telles qu'Antoine de Saint-Exupéry, Frédéric Dard ou Paul Bocuse.